# Theodorus Jacobus Frelinghuysen
Theodorus Jacobus Frelinghuysen, nizozemsko-ameriški teolog in pedagog, * 1691, Lingden, Vzhodna Frizija, Nizozemska, † 1747, Franklin Township, okrožje Somerset, New Jersey.